# Modinha
La modinha è un genere musicale brasiliano, derivato dalla moda portoghese, termine dal quale deriva il nome, una canzone melodica degli ambienti di corte diffusa nel XVII secolo.

## Storia
Quando il genere giunse in Brasile con il tramite della colonizzazione portoghese, aveva caratteri  aristocratici ed eruditi, ma acquisì sempre più marcati caratteri popolari, fino a divenire il primo genere della musica popolare brasiliana: agli inizi del XVII secolo si potevano ascoltare nelle vie di Salvador de Bahia canzoni di carattere profano, accompagnate da staccato della chitarra spagnola.
Il termine modinha deriva da moda, vocabolo portoghese generalmente utilizzato in Brasile nel XVIII secolo per designare una canzone popolare.
Poteva essere accompagnata al clavicembalo, eventualmente raddoppiato da un altro strumento a corda per la parte bassa del registro.
La principale ispirazione melodica proveniva dall'opera italiana, con influenze dai ritmi del lundu e di altre danze di origine africana per l'uso di ritmi complessi e sincopati. Passò in tal modo dai salotti alle strade.
La più antica menzione conosciuta di questo genere musicale, probabilmente in riferimento alla musica di Barbosa, è quella del poeta satirico portoghese Nicolau Tolentino de Almeida: in una farsa del 1786 (A rabugem das velhas) viene menzionata la modinha come genere musicale nuovo.
L'introduzione della modinha è attribuita a Domingo Caldas Barbosa, che compose diverse danze da salotto in questo stile, verso la fine del XVIII secolo.
Doderer distingue tre epoche successive di sviluppo:
- fino alla fine del XVIII secolo la modinha è una canzone da salotto portoghese, accompagnata dalla chitarra o dal clavicembalo;
- dalla fine del XVIII secolo diviene più frequente l'accompagnamento con pianoforte; la modinha resta una canzone da salotto, diffusa nell'alta borghesia;
- a partire dal 1830 la modinha diviene una canzone popolare e acquisisce caratteri ornamentali tipici e superficiali[1]. Alla fine del XIX secolo poteva essere accompagnata dal flauto o dal cavaquinho.

## Caratteristiche
La modinha presenta forme variate, con diversi nomi (aria, inno, romanza), ma abitualmente è composta da versi di cinque o otto sillabe. Le parole, in lingua portoghese, trattano temi melanconici, romantici e sentimentali.
La musica si presenta tranquilla e di tipo melodico, con predominio del modo minore.
La sua composizione comporta un'oscillazione tipica degli accenti dei tempi forti e dei modi maggiore o minore (spesso si ritorna al modo maggiore nella sezione centrale dell'opera).
Non ebbe mai una struttura formale fissa: introduzione e coda possono essere assenti e può essere suddivisa in due o tre parti centrali.